# Karanganyar (Subang)
Karanganyar is een bestuurslaag in het regentschap Subang van de provincie West-Java, Indonesië. Karanganyar telt 26.005 inwoners (volkstelling 2010).